# Phoebe Killdeer

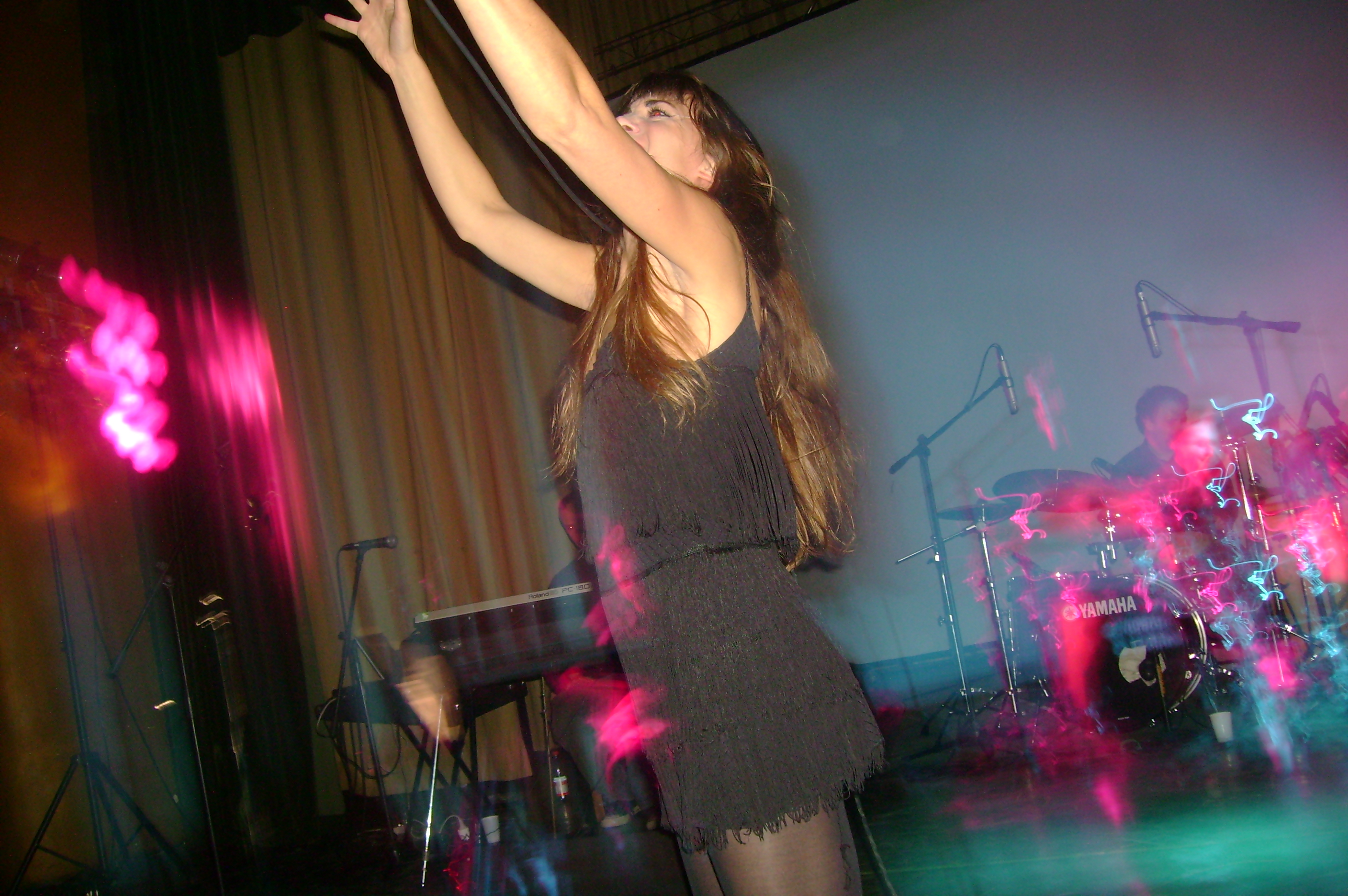
Phoebe Killdeer mit der Gruppe Nouvelle Vague im Jahr 2007

Phoebe Killdeer (* 1977 in Antibes, Frankreich) ist eine australische Musikerin und die Leadsängerin der Musikgruppen Phoebe Killdeer & the Short Straws und Phoebe Killdeer & the Shift. Bekannt wurde sie durch den Song Fade Out Lines, der im Jahr 2014 in einer durch den Deep-House-Producer The Avener überarbeiteten Version ein internationaler Hit wurde.

## Leben und Karriere
Killdeer errang erstmals Bekanntheit, als sie mit der französischen New-Wave-Cover-Band Nouvelle Vague zusammenarbeitete. Sie wirkte mit an deren zweitem Album Bande à part (2006) und ging mit der Band auch auf Tour. Sie erschien auch auf dem Song Tonight der Gruppe Basement Jaxx auf deren Album Kish Kash (2003) und auf dem Titel Sunshine Lazy von Zero dB auf dem Album Bongos, Bleeps and Basslines (2006).
Nach ihrer Zusammenarbeit mit Nouvelle Vague verfolgte Killdeer eine Solokarriere und gründete die Gruppe The Short Straws, deren erstes Album Weather's Coming 2008 erschien. Killdeers zweites Album mit der Gruppe, Innerquake, wurde 2011 veröffentlicht. Killdeers musikalischer Stil ist beeinflusst von Tom Waits und dem Rock und Blues der 1960er Jahre. Ihre Stimme wurde mit Peggy Lee und PJ Harvey verglichen.
Ein Titel ihres zweiten Albums, The Fade Out Line, wurde später von dem französischen Deep-House-Produzenten The Avener (Tristan Casara) überarbeitet und unter dem leicht veränderten Titel Fade Out Lines veröffentlicht. Der Titel war in mehreren Ländern sehr erfolgreich und erreichte in Deutschland, Spanien und Österreich jeweils Platz 1, in Frankreich Platz 3 und in Italien Platz 6.
Später zog Killdeer nach Berlin, wo sie zusammen mit Thomas Mahmoud-Zahl und Ole Wulfers das neue Projekt Phoebe Killdeer & the Shift startete. Ihr erstes Album, The Piano’s Playing the Devil’s Tune (2016), entstand in Zusammenarbeit mit der portugiesischen Schauspielerin und Sängerin Maria de Medeiros.

## Diskografie
Phoebe Killdeer & the Short Straws
- Weather’s Coming (2008)
- Innerquake (2011)

Phoebe Killdeer & the Shift
- The Piano’s Playing the Devil’s Tune (2016) – mit Maria de Medeiros